# Augustin Dupouy
Pour les articles homonymes, voir Dupouy.
Adolphe Augustin Dupouy, dit Augustin Dupouy, né le 4 mai 1808 à Lectoure (Gers) et mort le 10 novembre 1868 à Brest, est un officier de marine français. Il termine sa carrière avec le grade de Vice-amiral.

## Biographie
Fils de Jean-François Dupouy et de Marie Ligardes, il fait ses études au collège de Lectoure, puis au collège royal de marine d'Angoulême, que dirige un Gersois, le contre-amiral de Galard-Terraube.
En septembre 1828, il est nommé aspirant de première classe et embarque sur le brick Marsouin qui croise dans le Levant. En mai 1830, il prend part à l'expédition d'Alger.
En 1837, il est nommé lieutenant de vaisseau et stationné à Toulon. Il travaille à améliorer l'artillerie de marine, mettant au point une mire et un affût, un système de roues à aubes, étudiant les machines à vapeur. Il est nommé chevalier de la Légion d'honneur en 1843.
Affecté à Rochefort, il commande le vapeur Montezuma et est chargé de superviser la construction du yacht royal Le Comte d'Eu. En 1846 il est nommé capitaine de corvette, puis capitaine de frégate et second à bord du yacht royal. Il est ensuite nommé commandant d'un des premiers avisos à vapeur et à hélice, le Caton.
Officier de la Légion d'honneur, il est en 1852 capitaine de vaisseau. En 1854, il commande le Napoléon, qui participe au bombardement de Sébastopol.
En juin 1855 il est fait commandeur de la Légion d'honneur et compagnon de l'Ordre du Bain par la reine Victoria en 1857.
En 1857, il revient au conseil des travaux de la Marine et à la Commission des places. Le 16 mars 1859, il est nommé contre-amiral.
Pendant la campagne d'Italie, il transporte Napoléon III à Gênes sur la Reine Hortense. L'empereur lui confie ensuite le commandement du yacht impérial, L'Aigle, et la division navale qui lui est attachée.
En 1864, il est nommé vice-amiral et préfet maritime de Cherbourg. En 1866, il est préfet maritime à Brest et reçoit le grade de grand officier de la Légion d'honneur.
Il devient le tuteur de son neveu, Auguste Boué de Lapeyrère, qui fera lui aussi carrière dans la marine.
Mort à Brest, il est inhumé dans le caveau familial de Castéra-Lectourois.

## Sources
- Georges Courtès (dir.), Dictionnaire biographique de l'Antiquité à nos jours, Société archéologique du Gers
- Paul Jeannin-Naltet. Mémoires de la Société historique du Gers, 2e trimestre 1956
- Notices d'autorité :   - BnF (données)